# Венеция (область)
Вене́ция, Ве́нето (итал. Veneto [ˈvɛːneto], вен. Vèneto [ˈvɛneto]) — одна из 20 областей Италии, с населением около 5 миллионов человек. Административным центром и крупнейшим городом области является Венеция.

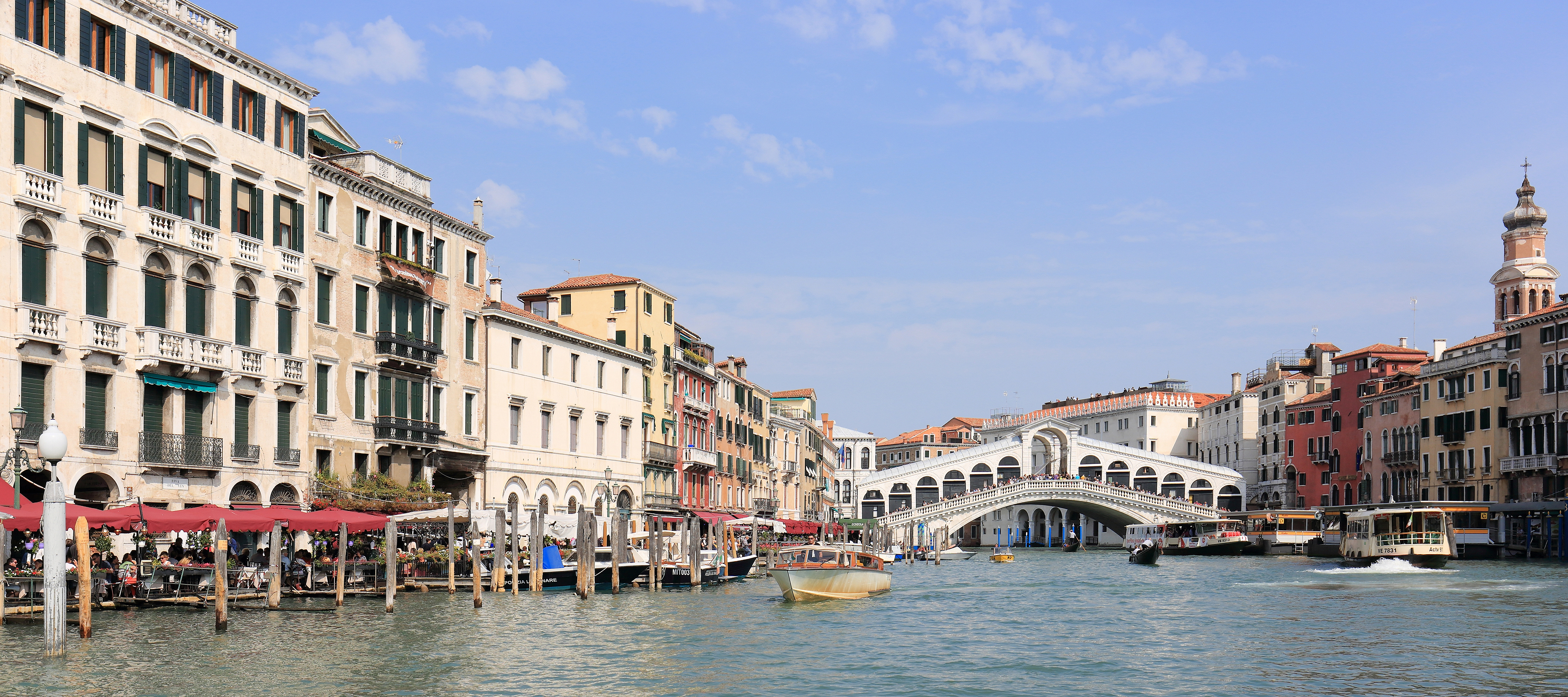
Венеция, главное туристическое направление и столица Венето

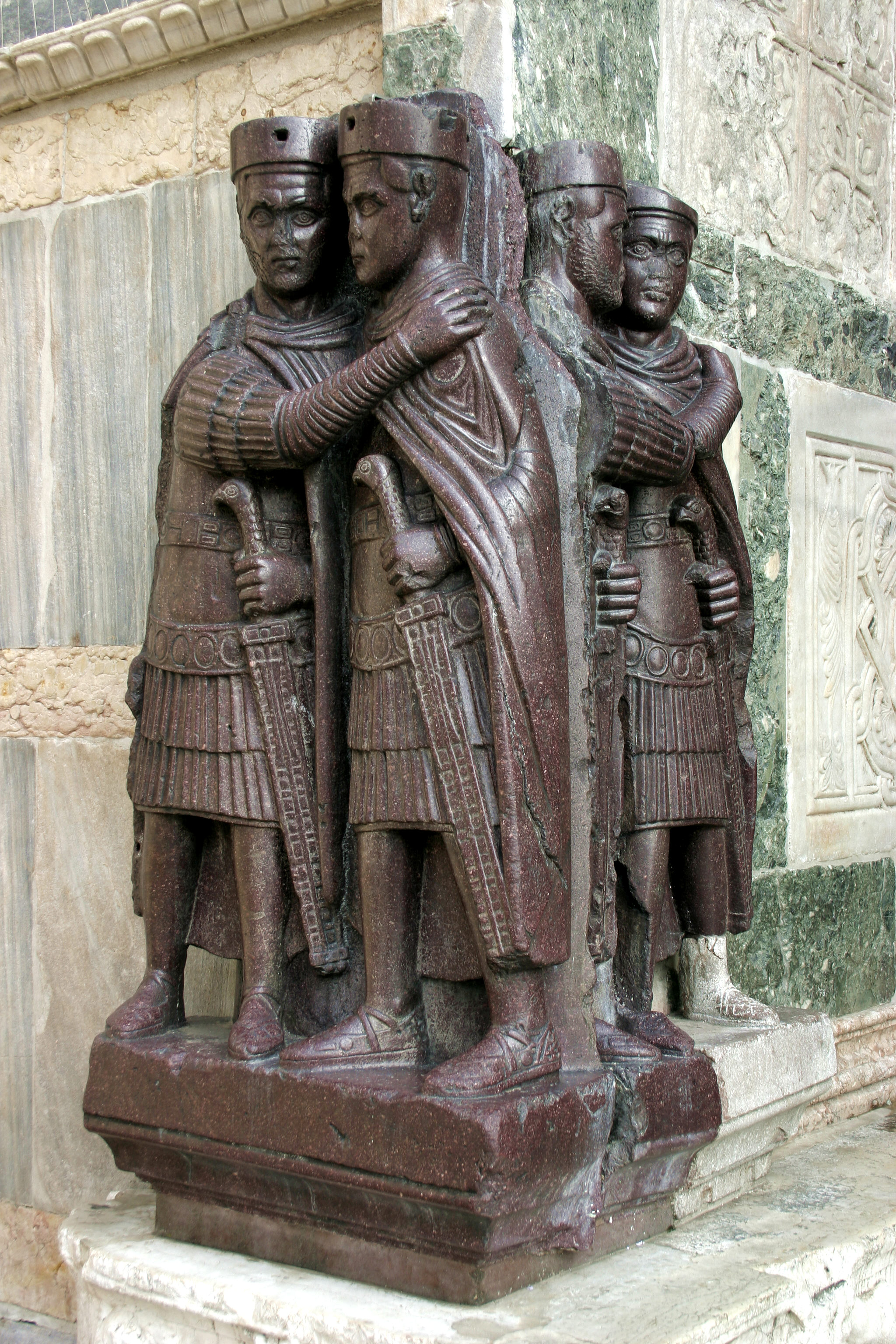
Тетрархи были четырьмя соправителями Римской империи во времена реформы Диоклетиана. Здесь они изображены обнимающимися в позе гармонии в скульптуре из порфира IV века, созданной в Анатолии и расположенной сегодня на углу базилики Святого Марка в Венеции.

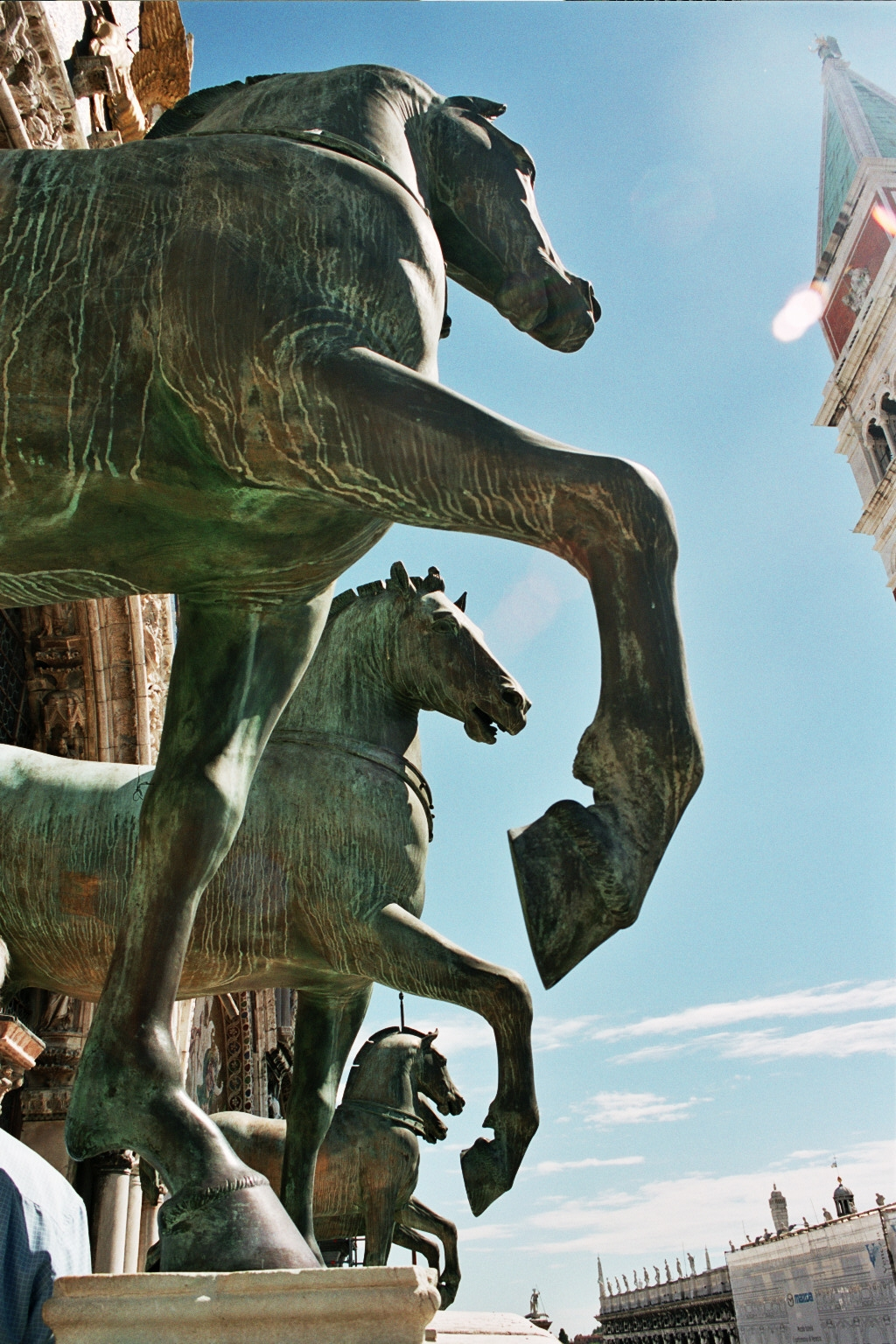
Квадрига святого Марка, привезённая в качестве добычи из Константинополя в 1204 году

Венеция, в рамках Венецианской республики, в течение тысячи лет была независимым государством. После Наполеоновских войн решением Венского конгресса республика была присоединена к Австрийской империи, а в 1866 году, в результате Третьей итальянской войны за независимость, была передана королевству Италия.
Сегодня Венеция является одним из самых развитых регионов Италии. Обладает богатейшим историческим, природным, культурным и кулинарным наследием, из-за чего область является самой посещаемой в Италии, принимая около 63 млн туристов каждый год (2011). Кроме итальянского, большинство местных жителей говорят на автохтонном венетском языке. В течение многих веков регион являлся очагом эмиграции, однако сегодня он принимает большое количество иммигрантов, в 2008 году количество иммигрантов составляло 454.453 человек (9,3 % всего населения области), большинство иммигрантов было представителями Румынии и Марокко. Регион известен своими националистическими движениями. Крупнейшая партия в регионе — «Лига Венета», ассоциированная с общеитальянской партией «Лига Севера». Президент области Лука Дзайя был переизбран на свой пост в 2015 году с результатом 50,1 % и при поддержке «Лиги Севера», партии «Вперёд, Италия» и малых партий.

## История
История Венеции разделяется на следующие периоды:
- Венеты

В XII—XI веках до н. э. в дельту реки По приплыли греческие колонисты. Интерес греков был обусловлен тем, что в дельте продавали высокого качества янтарь, доставлявшийся из Прибалтики.
- Римский период — Регион X
- Средние века
- Венецианская республика
- Современная Венеция (начиная с 1797)

16—21 марта 2014 года в области проводился общественный референдум по вопросу создания Республики Венеция и её выхода из состава Италии. 89 % жителей, принявших участие в голосовании, высказались за создание независимого государства. Впрочем, в голосовании принимало участие всего несколько тысяч человек. При этом отмечается, что результаты референдума не имеют юридической силы.
По словам организаторов, в организованном частными лицами и поэтому не имеющем юридической силы опросе населения, который был проведён главным образом через интернет и несколько собственными силами организованных «избирательных участка», приняли участие 2,36 миллиона избирателей, что соответствует 73 % имеющих право голосовать. 89 % проголосовали за независимость и за то, чтобы в случае отделения Венеции регион оставался членом ЕС и НАТО, а также сохранил евро в качестве денежной единицы.

## Административное деление
Область Венеция разделена на 6 провинций и 1 метрополитенский город:
| №     | Провинции и метрополитенский город | Площадь, км² | Население, чел. (2011) | Плотность, чел./км² | Число коммун |
| ----- | ---------------------------------- | ------------ | ---------------------- | ------------------- | ------------ |
| 1     | Беллуно                            | 3678         | 208 970                | 58,0                | 69           |
| 2     | Падуя                              | 2142         | 922 610                | 436,1               | 104          |
| 3     | Ровиго                             | 1789         | 241 883                | 138,6               | 50           |
| 4     | Тревизо                            | 2477         | 878 530                | 358,7               | 95           |
| 5     | Венеция                            | 2462         | 846 602                | 350,6               | 44           |
| 6     | Верона                             | 3121         | 903 221                | 294,8               | 98           |
| 7     | Виченца                            | 2723         | 860 815                | 319,8               | 121          |
| Всего | Всего                              | 18 391       | 4 862 581              | 268,5               | 581          |

## Экономика
Важные отрасли экономики — сельское хозяйство (овощи, яблоки, вишня, сахарная свёкла, корма, табак, кукуруза, зелёный горох), рыболовство, туризм, торговля. Пищевая, текстильная и металлургическая промышленность.
ВВП Венеции равен 9,4 % ВВП Италии. Это составляет 138 993,5 миллионов евро. ВВП на душу населения — 29 225,5 евро.